# BFA Senior League
BFA Senior League är högstaligan i fotboll på Bahamas, ligan grundades 1990 och den första säsongen sparkade igång 1991.

## Mästare
- 1991/92 — Johnson United
- 1992/93 — Johnson United
- 1993/94 — Britam United
- 1994/95 — Britam United
- 1995/96 — Freeport
- 1996/97 — Cavalier
- 1997/98 — Cavalier
- 1998/99 — Cavalier
- 1999/00 — Abacom United
- 2000/01 — Cavalier
- 2001/02 — Finalen ej spelad
- 2002/03 — Bears
- 2003/04 — Finalen ej spelad
- 2005 — Finalen ej spelad
- 2005/06 — Finalen ej spelad
- 2007 — Finalen ej spelad
- 2008 — Finalen ej spelad
- 2008/09 — Bears
- 2009/10 — Bears
- 2011 — Bears
- 2011/12 — Bears
- 2013 — Bears
- 2013/14 — Lyford Cay
- 2014/15 — Western Warriors
- 2015/16 — Bears
- 2016/17 — Western Warriors
- 2017/18 — University of the Bahamas
- 2018/19 — Dynamos
- 2020 —
- 2022/23 – Western Warriors SC
- 2023/24 – Western Warriors SC